# 1 William Street (Brisbane)
1 William Street es un rascacielos de oficinas situado en Brisbane, Queensland, Australia. Con 259,8 metros, fue el edificio más alto de la ciudad hasta 2019, año en el que fue sobrepasado por Brisbane Skytower, de 270,5 metros. Se mantiene como el duodécimo edificio más alto de Australia. 
Se sitúa en el distrito financiero de Brisbane, muy cerca de la Parliament House. Fue promovido para el Gobierno de Queensland como parte del proyecto de un nuevo complejo administrativo para satisfacer sus necesidades de espacio de oficinas. El coste de la construcción de la torre se estimó en 538 millones de dólares, y el coste total del proyecto en más de 650 millones de dólares. Fue completada en octubre de 2016 y los trabajadores se trasladaron a ella durante seis semanas.

## Historia de la parcela
La parcela era atravesada antiguamente por Short Street e incluía varios usos diferentes. Desde 1854 había edificios que ocupaban la zona y se usaban para varias funciones, tales como fábricas, almacenes, viviendas y generación de electricidad. El gobierno de Queensland empezó a comprar las propiedades en los años sesenta como parte de su proyecto Government Precinct («Complejo del Gobierno») y empezó a demoler los edificios existentes, algunos de los cuales databan de mediados del siglo XIX. Los escombros provenientes de la demolición del adyacente Bellevue Hotel y de la construcción del 80 George Street se arrojaron en la parcela de 1 William Street. Se cerró Short Street y toda la zona se fusionó en una única parcela, 1 William Street. En 1974, se asignó la parcela para que albergara futuras oficinas gubernamentales.
1 William Street es una parcela de 6778 m² propiedad del Gobierno de Queensland, y desde 1982 hasta 2013 se usó como aparcamiento de coches del gobierno. La parcela abarca una manzana completa rodeada por William Street, Alice Street, Margaret Street y Riverside Expressway.
Desde 2012, 1 William Street es denominada a menudo Tower of Power («Torre del Poder») en los medios de comunicación en referencia a la fuerza política del gobierno Newman, que fue el que la encargó, y a que el edificio alberga completamente trabajadores públicos del Gobierno de Queensland.

## Desarrollo
En agosto de 2012 se llevó a cabo un proceso de licitación en el que el gobierno solicitó ofertas de organizaciones con experiencia interesadas en el proyecto. Se propuso que la parcela estuviera disponible a la empresa ganadora bajo un contrato de arrendamiento a largo plazo y que el gobierno de Queensland alquilaría a largo plazo unos 75 000 m² de oficinas en el edificio.
En septiembre de 2012 se seleccionaron a seis promotoras para que desarrollaran propuestas para la nueva torre. Estas empresas fueron Cbus, Lend Lease, Brookfield, Westfield, Leighton Properties y Grocon. En diciembre de 2012, se anunció que Cbus sería la promotora de 1 William Street. Se concedió a la promotora un alquiler por 99 años de la parcela y un alquiler garantizado por quince años de 60 000 m² de oficinas para el gobierno.

## Diseño

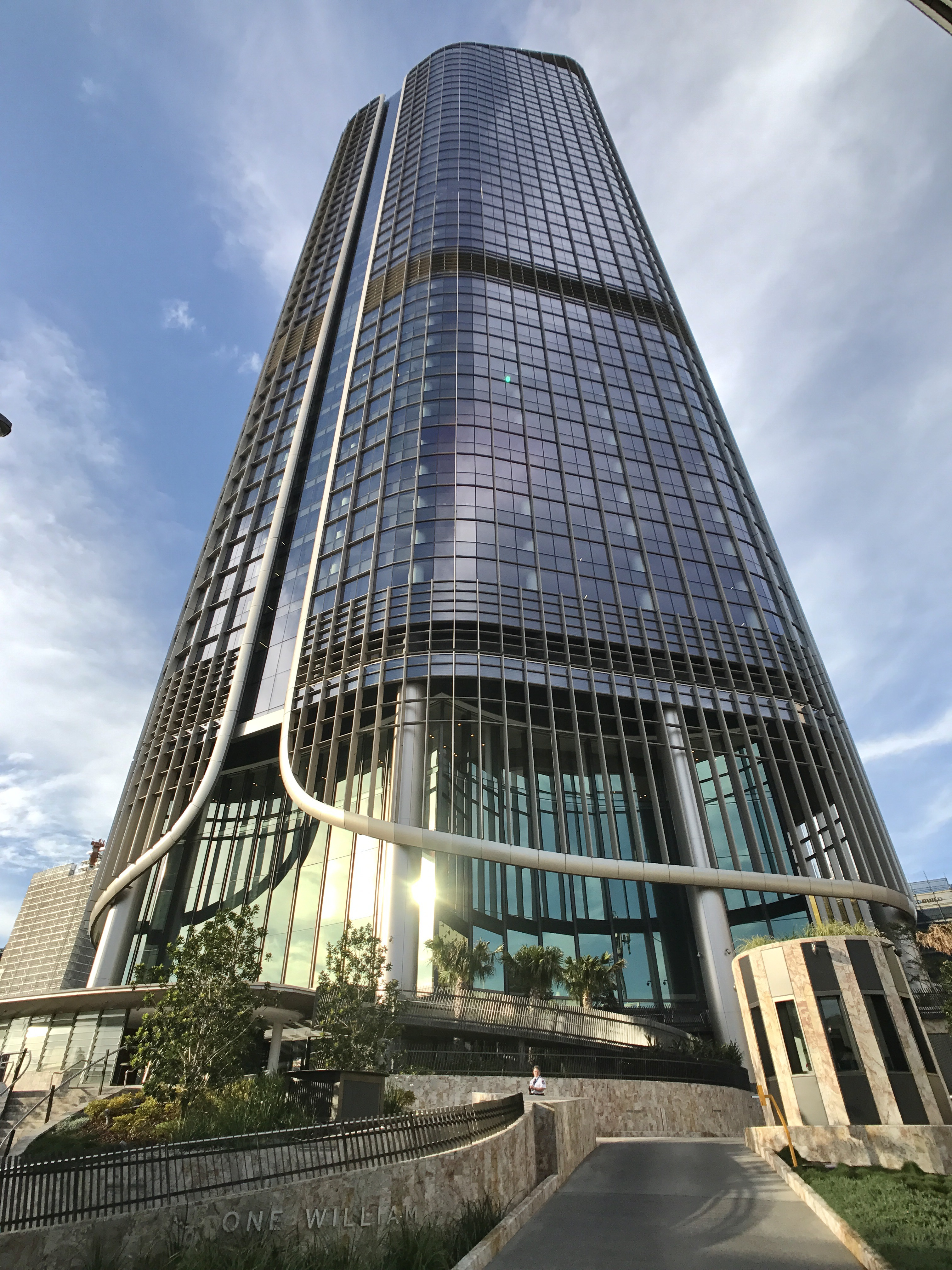
1 William Street desde su base.

1 William Street tiene una superficie total de 119 977 m² y una superficie alquilable neta de 74 853 m² de oficinas, excluidos los comercios, que cubren 1169 m². El edificio incluye además 318 plazas de aparcamiento para coches.
Unos 60 000 m² han sido asignados para uso del gobierno, dejando unos 15 000 m² libres para ser subarrendados al sector privado. Se pretende que las oficinas reciban una calificación energética de cinco estrellas y una calificación de consumo de agua de tres estrellas de NABERS. Es el primer edificio nuevo de oficinas construido para el gobierno en el distrito financiero de Brisbane desde la construcción del edificio de oficinas en el 33 de Charlotte Street en 2004.
El tema y los colores de cada planta están dedicados a un icono o fenómeno natural diferente de Queensland:
| Planta | Temas                                            |
| ------ | ------------------------------------------------ |
| PB-2   | Paleta base (tonos neutros crema, marrón y gris) |
| 3-5    | Barramundi                                       |
| 6-8    | Higuera de la Bahía Moreton                      |
| 9-11   | Cocodrilo de agua salada                         |
| 12-14  | Arenas de colores                                |
| 16-17  | Coral morado                                     |
| 19-21  | Casuario                                         |
| 22-24  | Rana arborícola verde                            |
| 25-27  | Piña                                             |
| 28-30  | Hongo basidiomicetos naranja                     |
| 31-33  | Arenas del outback                               |
| 34-36  | Zafiro                                           |
| 37-39  | Caña de azúcar                                   |
| 40-41  | Dragón de agua australiano                       |

## Construcción
La construcción empezó a principios de 2013 y se completó en 2016. La ceremonia de puesta de la primera piedra, a la que asistió el tesorero de Queensland Tim Nicholls y el vice primer ministro de Queensland Jeff Seeney, se celebró el 4 de marzo de 2013.
A partir del 1 de octubre de 2016, nueve departamentos y agencias completas, todos los ministros del gobierno del estado, la mayor parte de los directores generales y más de cinco mil trabajadores públicos se trasladaron a 1 William Street. Algunas secciones de otros departamentos también se trasladaron a 1 William Street, mientras que las otras secciones de estos departamentos se trasladarán a otros edificios situados en el centro de la ciudad. Se demolerán tres edificios: el Executive Building en el 100 George Street, el Executive Annex en el 80 George Street y el Neville Bonner Building en el 75 William Street.

## Inquilinos

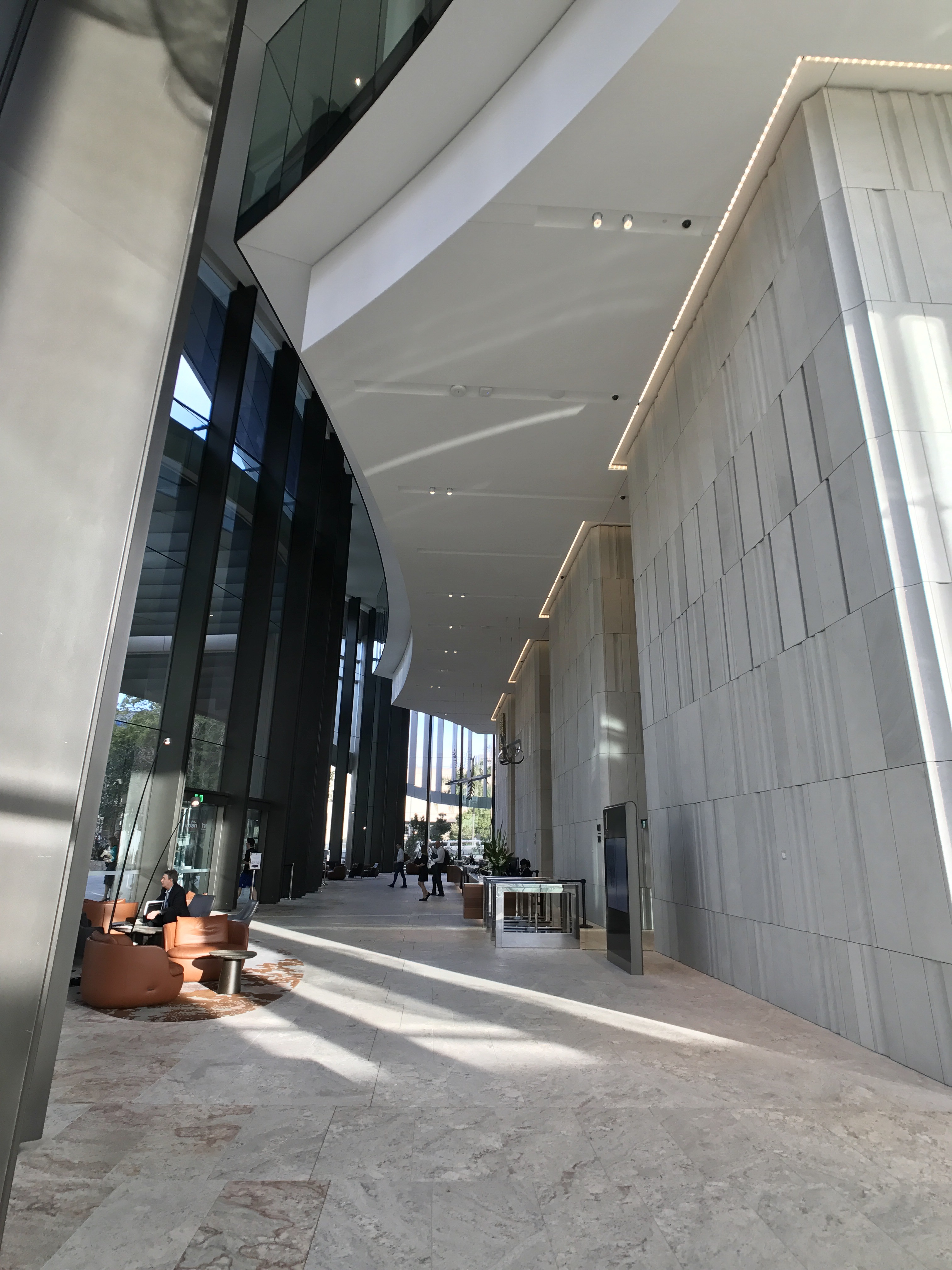
El vestíbulo del edificio.

- Departamento del Primer Ministro y Gabinete[17]
- Departamento de Asociaciones con Aborígenes y los Habitantes de las Islas de Torres Strait
- Departamento de Agricultura y Pesca (también en el 41 George Street)
- Departamento de Comunidades, Seguridad Infantil y Servicios para Discapacitados (también en 111 George Street)
- Departamento de Educación y Formación (también en el 54 Mary Street)
- Departamento de Energía y Agua
- Departamento de Medio Ambiente y Protección del Patrimonio (también en el 400 George Street)
- Queensland Health (también en el 33 Charlotte Street)
- Departamento de Vivienda y Obras Públicas (también en 41 George Street y 60 Albert Street)
- Departamento de Infraestructura, Gobierno Local y Urbanismo
- Departamento de Justicia y fiscal general (también en 400 George Street)
- Departamento de Parques Nacionales, Deporte y Carreras (también en 400 George Street)
- Departamento de Recursos Naturales y Minas
- Departamento de Ciencias, Tecnologías de la Información e Innovación (también en 140 Creek Street))
- Departamento de Desarrollo Estatal, Infraestructura y Urbanismo
- Departamento de Transporte y Carreteras (también en 61 Mary Street y 313 Adelaide Street)
- Oficina del Inspector General de Gestión de Emergencias
- Tesoro de Queensland
- Departamento de Turismo, Eventos, Pequeñas Empresas y los Juegos de la Mancomunidad (también en 63 George Street)